# Johan Hruby
Johan Hruby ( * 1882 - 1964 ) fue un botánico micólogo húngaro.